# Степанов Георгій Панасович
Георгій Панасович Степанов (24 квітня 1920, село Мошняги (або місто Балта) Одеської губернії, тепер Подільського району Одеської області — 1 лютого 2016, місто Кишинів, тепер Молдова) — молдавський радянський державний діяч, 1-й заступник голови Ради міністрів Молдавської РСР. Член ЦК Комуністичної партії Молдавії. Депутат Верховної Ради Молдавської РСР 6—11-го скликань. 

## Життєпис
Народився в родині службовця.
З липня 1941 до 1947 року — в Червоній армії, учасник німецько-радянської війни. У складі 10-го стрілецького корпусу та 185-го автомобільного полку брав участь у боях на Північно-Кавказькому, 2-му та 3-му Українських фронтах, у Ясько-Кишинівській операції, битвах за міста Бєлгород, Будапешт, Відень, Белград.
З 1947 року — водій, диспетчер-контролер автотранспортної контори.
У 1951 році закінчив Кишинівський сільськогосподарський інститут імені Фрунзе.
У 1951—1953 роках — зоотехнік, голова колгоспу «Сталінський шлях» села Резень, голова колгоспу «Біруїнця» села Кожушна Страшенського району Молдавської РСР.
Член ВКП(б) з 1952 року.
У 1953—1958 роках — директор Бравицької машинно-тракторної станції (МТС) Молдавської РСР.
У 1958—1959 роках — головний зоотехнік — інспектор Міністерства сільського господарства Молдавської РСР.
У 1959—1961 роках — старший референт Ради міністрів Молдовської РСР.
У 1961—1962 роках — голова виконавчого комітету Окницької районної ради депутатів трудящих Молдавської РСР.
У 1962—1963 роках — начальник Леовського виробничого колгоспно-радгоспного управління Молдавської РСР.
У 1963—1966 роках — заступник міністра виробництва і заготівель сільськогосподарської продукції Молдавської РСР; 1-й заступник міністра сільського господарства Молдавської РСР.
У 1966—1969 роках — завідувач відділу сільського господарства ЦК КП Молдавії.
У 1969 — 11 січня 1977 року — міністр заготівель Молдавської РСР.
11 січня 1977 — 7 липня 1980 року — заступник голови Ради міністрів Молдавської РСР.
7 липня 1980 — 29 березня 1985 року — 1-й заступник голови Ради міністрів Молдавської РСР.
29 березня — 3 грудня 1985 року — міністр сільського господарства Молдавської РСР.
З 1986 року — на пенсії. Був членом Партії комуністів Республіки Молдова.
До січня 2016 року був головою організації ветеранів апарату Уряду Республіки Молдова.
Помер 1 лютого 2016 року в Кишиневі. Похований на Вірменському цвинтарі міста Кишинева.

## Звання
- капітан

## Нагороди
- Орден Пошани (Молдова) (21.04.2005)
- орден Жовтневої Революції
- орден Вітчизняної війни І ст. (1985)
- три ордени Трудового Червоного Прапора
- медаль «За взяття Будапешта» (1945)
- медаль «За взяття Відня» (1945)
- медаль «За визволення Белграда» (1945)
- медаль «За перемогу над Німеччиною у Великій Вітчизняній війні 1941—1945 рр.» (1945)
- медалі
- Заслужений працівник сільського господарства Молдавської РСР (1980)